# Chaquí
Chaquí ist eine Ortschaft im Departamento Potosí im südamerikanischen Anden-Staat Bolivien.

## Lage im Nahraum
Chaquí ist zentraler Ort des Municipios Chaquí in der Provinz Cornelio Saavedra und liegt auf einer Höhe von 3500 m am östlichen Rand der Ebene Pampa Chaquí. Die Ortschaft liegt am Zusammenfluss des Río Tehuarani und des Río Khespi Llajta, die unterhalb der Ortschaft den Río Chaquí Mayu bilden, dessen Wasser im weiteren Verlauf über den Río Puna, den Rio Miculpaya und den Río Mataca zum Río Pilcomayo fließt.

## Geographie
Chaquí liegt zwischen dem bolivianischen Altiplano im Westen und der Cordillera Central im Osten. Das Klima der Region ist semiarid und ein typisches Tageszeitenklima, bei dem die mittleren Temperaturschwankungen im Tagesverlauf stärker ausfallen als im Jahresverlauf.
Die Jahresdurchschnittstemperatur in der Region beträgt etwa 17 °C (siehe Klimadiagramm Betanzos), die Monatswerte schwanken nur unwesentlich zwischen 14 °C im Juni/Juli und 19 °C von November bis Januar. Die jährliche Niederschlagsmenge liegt bei knapp 500 mm, die Trockenzeit dauert von April bis Oktober mit Monatswerten unter 30 mm, nur im Januar wird ein Niederschlag von 100 mm erreicht.

## Verkehrsnetz
Chaquí liegt in einer Entfernung von 36 Straßenkilometern östlich von Potosí, der Hauptstadt des Departamentos.
Von Potosí aus führt die überregionale Nationalstraße Ruta 5 nach Nordosten über Betanzos nach Sucre und weiter in Richtung Santa Cruz im bolivianischen Tiefland. Auf halbem Wege zwischen Potosí und Betanzos zweigt eine Landstraße in südlicher Richtung ab und erreicht nach zehn Kilometern Chaquí, sie führt dann weiter in das fünf Kilometer entfernte Chaquí Baños mit seinen heißen Thermalquellen. Die Straßenverbindung von der Ruta 5 bis Chaquí Baños befindet sich derzeit (Stand 2009) im Ausbau.

## Bevölkerung
Die Einwohnerzahl von Chaquí ist in den vergangenen beiden Jahrzehnten um mehr als ein Drittel angestiegen:
| Jahr | Einwohner | Quelle       |
| ---- | --------- | ------------ |
| 1992 | 561       | Volkszählung |
| 2001 | 651       | Volkszählung |
| 2013 | 793       | Volkszählung |
| 2024 |           | Volkszählung |

Die Region weist einen deutlichen Anteil an Quechua-Bevölkerung auf, im Municipio Chaquí sprechen 81 Prozent der Bevölkerung Quechua.